# Le Muy
Le Muy is een gemeente in het Franse departement Var (regio Provence-Alpes-Côte d'Azur) en telt 7826 inwoners (1999). De plaats maakt deel uit van het arrondissement Draguignan. In de lente van 2010 kwam Le Muy in het nieuws omdat het, samen met veel andere plaaten aan de Côte d'Azur, te kampen had met hevige overstromingen waarbij doden zijn gevallen en bewoners en toeristen geëvacueerd werden.

## Geografie
De oppervlakte van Le Muy bedraagt 66,5 km², de bevolkingsdichtheid is 117,7 inwoners per km².
De onderstaande kaart toont de ligging van Le Muy met de belangrijkste infrastructuur en aangrenzende gemeenten.

## Demografie
Onderstaande figuur toont het verloop van het inwonertal (bron: INSEE-tellingen).